# Воробьёвка (разъезд, Чувашия)
Воробьёвка (чув. Воропье) — упразднённый разъезд (населённый пункт) в Козловском районе Чувашской Республики России. Входил в состав Тюрлеминского сельского поселения. Исключен из учётных данных в 2025 году.

## География
Находится в северо-восточной части Чувашии, в пределах Чувашского плато, в зоне хвойно-широколиственных лесов, при железнодорожной линии Канаш — Казань, на расстоянии примерно 5 км (по прямой) к юго-западу от города Козловка, административного центра района. Абсолютная высота — 143 м над уровнем моря.

### Климат
Климат характеризуется как умеренно континентальный, с продолжительной морозной зимой и тёплым летом. Среднегодовая температура воздуха — 2,9 °С. Средняя температура воздуха самого тёплого месяца (июля) — 18,6 °C (абсолютный максимум — 38 °C); самого холодного (января) — −13 °C (абсолютный минимум — −44 °C). Безморозный период длится около 148 дней. Среднегодовое количество осадков составляет около 513 мм, из которых 359 мм выпадает в тёплый период. Снежный покров образуется в середине ноября и держится в течение пяти месяцев.

## Население
| 2010 | 2012 |
| ---- | ---- |
| 0    | →0   |

### Национальный состав
Согласно результатам переписи 2002 года, в национальной структуре населения русские составляли 50 % из 2 чел., татары — 50 %